# إقليم تيزنيت
إقليم تيزنيت هو إقليم بجهة سوس ماسة جنوب المغرب، يحده من الشمال إقليم اشتوكة أيت باها وإقليم تارودانت، ومن الشرق إقليم طاطا، ومن الجنوب إقليم سيدي إفني، ومن الغرب المحيط الأطلسي. ويضم إقليم تيزنيت 367 207 نسمة، حسب الإحصاء العام للسكان والسكنى لسنة 2014.

## التقسيم الإداري
يضم إقليم تيزنيت جماعتين حضريتين و 23 جماعة قروية:

### الجماعات الحضرية
- تافراوت
- تيزنيت

### الجماعات القروية
| - أفلا اغير - آيت إيسافن - آيت أوفقا - أملن - أنفك - أنزي - أربعاء آيت عبد الله - أربعاء آيت أحمد - أربعاء رسموكة - أربعاء الساحل - بونعمان - بوطروش - المعدر الكبير | - إيبضر - إد أو ڭوڭمار - إمي نفاست - إيريغ نتاهلة - مستي - مير لفت - ويجان - الرڭادة - اسبوية - سبت النابور - سيدي عبد الله أو بلعيد - سيدي أحمد أو موسى - سيدي بو عبد اللي | - سيدي حساين أو علي - سيدي مبارك - تفراوت المولود - تانڭرفا - تارسوات - تاسريرت - تيغيرت - تيغمي - تيوغزة - تيزغران - اثنين أداي - اثنين أڭلو - اثنين أملو |